# National Trust (Giappone)
Il Japan National Trust (日本ナショナルトラスト) è un'organizzazione non profit che lavora per conservare e proteggere l'eredità dei monumenti storici in Giappone.

## Storia
Nel 1964, viene stampato un articolo, Distruzione della natura scritto dal romanziere Jirō Osaragi (大仏次郎) (4 ottobre, 1897–30 aprile, 1973), dove ha descritto l'attività del British National Trust. La fondazione Fondamento Scenico Di Conservazione Delle Risorse (観光資源保護財団) è stata fondata nel 1968. Poi successivamente cambia nome e diventa Japan National Trust. Possiede e gestisce 6 proprietà e 5 centri di eredità storica, sin da quando è stata creata ha completato i 200 progetti di indagine e dozzine dei progetti di conservazione.
Il Japan National Trust ha gli stessi diritti di visita reciproci degli altri National Trust in altri paesi.

## Elenco[1][2]
- Old Daijoin Temple Garden with Daijoin Garden Heritage Center - Nara, Prefettura di Nara
- The Trust-Train - Haibara-gun, Prefettura di Shizuoka
- Okakura Tenshin Memorial Park The Japan National Trust - Kitaibaraki, Prefettura di Ibaraki
- Shirakawa Village Gassho-Style houses - Ono-gun, Prefettura di Gifu
- The Old Katsuragi Road Heritage Center - Gose City, Prefettura di Nara
- Hidano Takumi Heritage Center - Yoshiki-gun, Prefettura di Gifu
- Nagahama Railway Heritage Center - Nagahama, Prefettura di Shiga
- The Yasuda's Residence - Bunkyo-ku, Tōkyō
- Kotobikihama Singing-sand Heritage Center - Amino-cho, Prefettura di Kyōto
- Dr. Komai's Residence - Kitashirakawa, Sakyo-ku, Prefettura di Kyōto